# 昭阳街道 (微山县)
昭阳街道，是中华人民共和国山東省济宁市微山县下辖的一个乡镇级行政单位。

## 行政区划
昭阳街道下辖以下地区：
三孔桥社区、南庄社区、大捐村、网厂村、新建村、十字河村、薜河村、爱湖村、种口二村、西万一村、西万二村、西万三村、西万四村、西万五村、西万六村、蒋庄村、刘昌庄村、渐口东村、渐口西村、四新村、种口三村、种口四村、三官庙村、后学北村、后学南村、南坝村、黄卜庄村、蒋集河南村、蒋集河北村、恩庄村、运河村和猛进村。